# Ricardo Alexander Clark
Ricardo Alexander Clark (Izabal, 24 novembre 1937) è un ex calciatore guatemalteco, di ruolo centrocampista.

## Caratteristiche tecniche
Clark era dotato di fisico vigoroso, oltre ad essere dotato di un buon salto, abile a ricevere e passare la palla, anche se mostrava una certa difficoltà nel manovrare solo con la sfera.  
Lo stesso Clark affermò di aver trovato difficoltà ad adattarsi al calcio argentino, più propenso alla marcatura rispetto a quello guatemalteco.

## Carriera

### Club
Clark militò per buona parte della sua carriera nel CSD Municipal, vincendo due campionati guatemaltechi ed una coppa nazionale.
Clark venne notato durante una serie di amichevoli disputate dagli argentini dell'Huracán in Guatemala: le buone prestazioni contro El Globo gli valsero l'ingaggio da parte del club di Buenos Aires. Esordì contro il Quilmes e segnò l'unica rete della sua avventura argentina contro l'Estudiantes (LP).
Con l'Huracán ottenne il quindicesimo posto finale della Primera División 1966.
Nel 1968 si trasferisce in Canada per giocare nel Toronto Falcons con cui partecipa alla prima edizione della NASL, ottenendo il terzo posto della Lakes Division.

### Nazionale
Clark partecipò con la nazionale olimpica guatemalteca al torneo calcistico della XIX Olimpiade, venendo eliminato con i suoi ai quarti di finale dai futuri campioni dell'Ungheria.

## Palmarès
- Campionato guatemalteco: 2

CSD Municipal: 1964, 1966
- Coppa del Guatemala: 1

CSD Municipal: 1967